# Mariana de Jesús Torres
Mariana Francisca de Torres y Berriochoa, O.I.C. (řeholním jménem: Mariana od Ježíše; 1563 Bizkaia – 16. ledna 1635 Quito) byla španělská řeholnice Řádu Neposkvrněného početí tzv. koncepcionistek a mystička.

## Život
Narodila se roku 1563 v provincii Bizkaia do španělské aristokratické rodiny. V sedmi letech byla nucena se s rodinou přestěhovat do Santiago de Compostela v Galicii v severozápadním Španělsku.
Dne 8. prosince 1572 měla po prvním svatém přijímání vidění Panny Marie, která jí přikázala vstoupit do řeholního řádu Neposkvrněného početí. Řád se vyznačuje přísnou klauzurou, kontemplativní modlitbou a je ve společenství s Řádem menších bratří. Dne 8. prosince 1577 vstoupila do noviciátu, 30. prosince dorazila s dalšími sestrami do Ekvádoru a následující rok složila první řeholní sliby. Dne 21. září 1579 ve věku šestnácti let složila sliby věčné.
V klášteře neměla jen vidění Panny Marie, ale také děsivé vize, které její tělo vystavily fyzickému i duchovnímu utrpení. Několikrát přijala poslední pomazání. Roku 1635 se její zdravotní stav zhoršil a 16. ledna zemřela.

## Proces svatořečení
Proces byl zahájen 22. března 1986 v arcidiecézi Quito.